# Тетрадекаиттербийгенпентаконтартуть
Тетрадекаиттербийгенпентаконтартуть — бинарное неорганическое соединение
иттербия и ртути
с формулой Hg51Yb14,
кристаллы.

## Получение
- Сплавление стехиометрических количеств чистых веществ в инертной атмосфере:

{\displaystyle {\mathsf {14\;Yb+51\;Hg\ {\xrightarrow {310^{o}C}}\ Yb_{14}Hg_{51}}}}

## Физические свойства
Тетрадекаиттербийгенпентаконтартуть образует кристаллы
гексагональной сингонии,
пространственная группа P 6/m,
параметры ячейки a = 1,341 нм, c = 0,961 нм, Z = 1,
структура типа тетрадекагадолинийгенпентаконтасеребра Gd14Ag51
.
Соединение образуется по перитектической реакции при температуре 310°C .